# National War Labor Board
Le National War Labor Board (NWLB - Bureau national du travail de guerre) est une institution américaine qui s'est mis en place à deux reprises lors de la Première, puis de la Seconde Guerre mondiale. Dans les deux cas, il s'agissait d'organisme tri-partite entre le gouvernement, le patronat et les syndicats afin de favoriser l'effort de guerre américain en pacifiant les relations sociales au service de la production. 